# Saison 4 de Sons of Anarchy
Chronologie
Saison 3 Saison 5
Cet article présente le guide des épisodes de la quatrième saison de la série télévisée américaine Sons of Anarchy.

## Distribution

### Acteurs principaux
- Charlie Hunnam (VF : Sébastien Desjours) : "Jax" Jackson Teller
- Katey Sagal (VF : Martine Meirhaeghe) : Gemma Teller-Morrow
- Mark Boone Junior (VF : Sylvain Lemarié) : "Bobby" Robert Munson
- Dayton Callie (VF : Jean-Claude Sachot) : Chef de la Police Wayne Unser
- Kim Coates (VF : Gabriel Le Doze) : "Tig" Alex Trager
- Tommy Flanagan (VF : Thierry Mercier) : "Chibs" Filip Telford
- Ryan Hurst (VF : Jérôme Pauwels) : "Opie" Harry Winston
- William Lucking (VF : Patrice Melennec) : "Piney" Piermont Winston
- Theo Rossi (VF : Emmanuel Garijo) : "Juice" Juan Carlos Ortiz
- Maggie Siff (VF : Ariane Deviègue) : Dr Tara Knowles
- Ron Perlman (VF : Marc Alfos) : "Clay" Clarence Morrow

### Acteurs récurrents
- Tom Arnold (VF : Tony Joudrier) : Georgie Caruso
- Sonny Barger : Lenny Janowitz
- Olivia Burnette (VF : Laure Sagols) : la sans-abri
- James Carraway (VF : Serge Bourrier) : Floyd
- Merle Dandridge (VF : Laura Zichy) : Rita Roosevelt
- Drea De Matteo (VF : Elisabeth Fargeot) : Wendy Case
- Rockmond Dunbar (VF : Gilles Morvan) : le lieutenant Eli Roosevelt
- LaMonica Garrett (VF : Jean-Baptiste Anoumon) : le shérif adjoint Cane
- Nicholas Guest (en) (VF : Philippe Catoire) : John Teller (voix)
- Kenny Johnson (VF : Eric Marchal) : Herman Kozik
- Tory Kittles : Laroy Wayne
- Jeff Kober (VF : Bernard Métraux) : Jacob Hale jr
- David Labrava : Happy
- Benito Martinez (VF : Stéphane Bazin) : Luis Torres
- Bart McCarthy : Declan Brogan
- Bob McCracken (VF : Michel Voletti) : Brendan Roarke
- Rachel Miner (VF : Dorothée Pousséo) : Dawn Trager
- Timothy V. Murphy (VF : Patrick Laplace) : Galen O'Shay
- Niko Nicotera (VF : Cédric Dumond) : Ratboy
- Michael Marisi Ornstein (en) : Chucky Marstein
- Frank Potter : Eric Miles
- Christopher Douglas Reed : Philip « Filthy Phil » Russell
- Kristen Renton (VF : Marie-Christine Robert) : Ima Tite
- Emilio Rivera : Marcus Alvarez
- Wally Rudolph : Chris 'V-Lin' Von Lin
- Bob Rusch : Skeeter
- McNally Sagal (VF : Brigitte Aubry) : Margaret Murphy
- Patrick St. Esprit : Elliot Oswald
- Kurt Sutter (VF : Régis Ivanov) : Otto Delaney (non crédité)
- Keith Szarabajka (VF : Igor de Savitch) : Viktor Putlova
- Danny Trejo (VF : Antoine Tomé) : Romero « Romeo » Parada
- Winter Ave Zoli : Layla Winston

### Invités
- Cristela Alonzo : une latina (épisode 7)
- John Bishop : Reggie (épisode 4)
- Hank Cheyne : un chef des Lobos Sonora (épisode 9)
- Kerris Dorsey : Ellie Winston (épisode 1)
- Jessica Drake : un modèle pour adultes (épisode 11) (non créditée)
- Jesse Garcia : Rafi (épisodes 5, 6, 7, 8 et 10)
- Brian Goodman (en) : Huff (épisode 4)
- David Hasselhoff : Dondo (épisode 5)
- Marianne Jean-Baptiste : Vivica (épisode 3)
- Randolph Mantooth : Charlie Horse (épisodes 1 et 3)
- Ray McKinnon : Lincoln Potter (épisodes 1 à 5, 7, 9 à 14)
- Rolando Molina : Benny (épisode 4)
- Lobo Sebastian : Armando (épisode 4)
- Sen Dog : Santo Rivera (épisodes 2 et 12)
- David Rees Snell : l'agent Grad Nicholas (épisodes 1 à 4, 9, 12, 13 , 14)
- Khleo Thomas : le rouquin (épisode 3)

## Résumé
La quatrième saison reprend 14 mois après la saison 3, lorsque les Sons arrêtés par l'agent June Stahl sortent de la prison de Stockton. En arrivant à Charming, ils découvrent un nouveau chef de la police en la personne du lieutenant Eli Roosevelt (Rockmond Dunbar). Tara a accouché de Thomas, le fils de Jax, tandis qu'Abel, lui, a grandi. Il y a aussi un nouvel arrivant à Charming, Lincoln Potter, l'assistant du procureur qui fait des recherches sur les Sons of Anarchy et sur leurs vieilles connaissances, l'IRA. Clay conclut un accord avec Romero Parada (Danny Trejo), un membre haut placé du Cartel Galindo, gang spécialisé dans le trafic de drogue, auquel les Sons of Anarchy devront livrer des armes. Sans en informer les membres, Clay accepte de véhiculer les livraisons de cocaïne, moyennant une forte rétribution. Lorsque Jax est mis au courant, il désavoue Clay mais accepte de le soutenir si celui-ci le laisse quitter SAMCRO.
Tara, quant à elle, retrouve les lettres que Maureen Ashby avait caché dans son sac de Jax lors du retour de Belfast. Ce sont des lettres que John Teller avait écrites avant de mourir et qui prouvent que l'instigateur du meurtre du père de Jax, John Teller, n'est autre que Clay, qui voulait empêcher son chef de mettre fin au lucratif trafic d'armes des SoA. Tara met Piney au courant, et celui-ci menace Clay de dévoiler la vérité. Clay abat Piney. Gemma trouve les lettres dans les affaires de Tara mais comprend que ce ne sont que des copies, Tara ayant caché les originaux. Quand Clay l'apprend, il engage un tueur du Cartel Galindo pour assassiner Tara, mais les plans de celui-ci sont contrecarrés par Jax, qui sauve sa fiancée. Gemma, ayant compris que Clay avait tué Piney et tenté de faire assassiner Tara, s'en prend à lui, mais est rouée de coups par Clay. Unser l'apprend et décide d'informer Opie que Clay a tué son père. Celui-ci, fou de rage, tire sur son président, qui finit à l'hôpital.
Jax apprend finalement l'existence des lettres et demande à Clay de se retirer de la présidence, ne le tuant pas parce que les Irlandais n'ont confiance qu'en lui.
Dans un revirement de situation, Lincoln Potter et l'ATF, qui s'apprêtaient à capturer les Sons of Anarchy, ainsi que les chefs de l'IRA véritable et ceux du Cartel Galindo, sont stoppés par Romero Parada qui s'avère être un membre de la CIA, qui aide le Cartel Galindo afin de se débarrasser des autres organisations criminelles.
Jax, en voulant se retirer du marché, est mis au courant par Parada, qui lui ordonne de rester président des SoA, sans quoi le club sera dissous et les membres emprisonnés.
Ainsi, Jax devient président du club et Chibs le sergent d'armes. Le doute plane sur l'identité du vice-président. Jax voudrait qu'Opie prenne la charge, mais on ne sait pas si celui-ci va accepter. Clay, quant à lui, reste à l’hôpital.

## Épisodes

### Épisode 1:Liberté conditionnelle
- France : 800 000 téléspectateurs (première diffusion)[1]

### Épisode 2:Poussière d'ange
- France : 450 000 téléspectateurs (première diffusion) [1]

### Épisode 3:Dorylus
- France : 950 000 téléspectateurs (première diffusion)[2]

### Épisode 4:Faire parler la poudre
- France : 650 000 téléspectateurs (première diffusion) [2]